# 拉穆 (比利牛斯-大西洋省)
拉穆（法語：Ramous）是法国比利牛斯-大西洋省的一个市镇，属于波城区（Pau）奥尔泰县（Orthez）。该市镇总面积7.58平方公里，2009年时的人口为466人。

## 人口
拉穆人口变化图示